# Becan

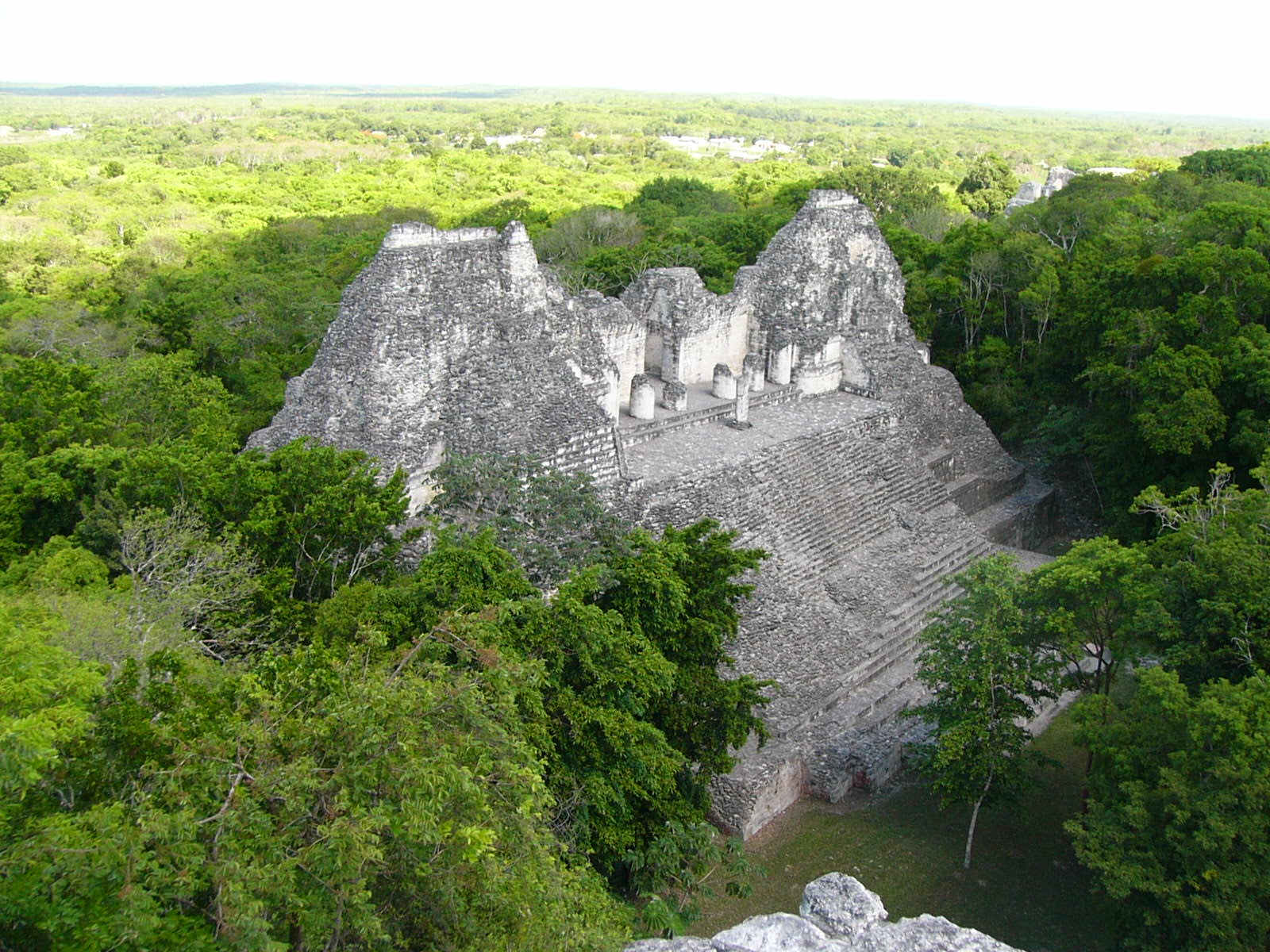
Estructura VIII.

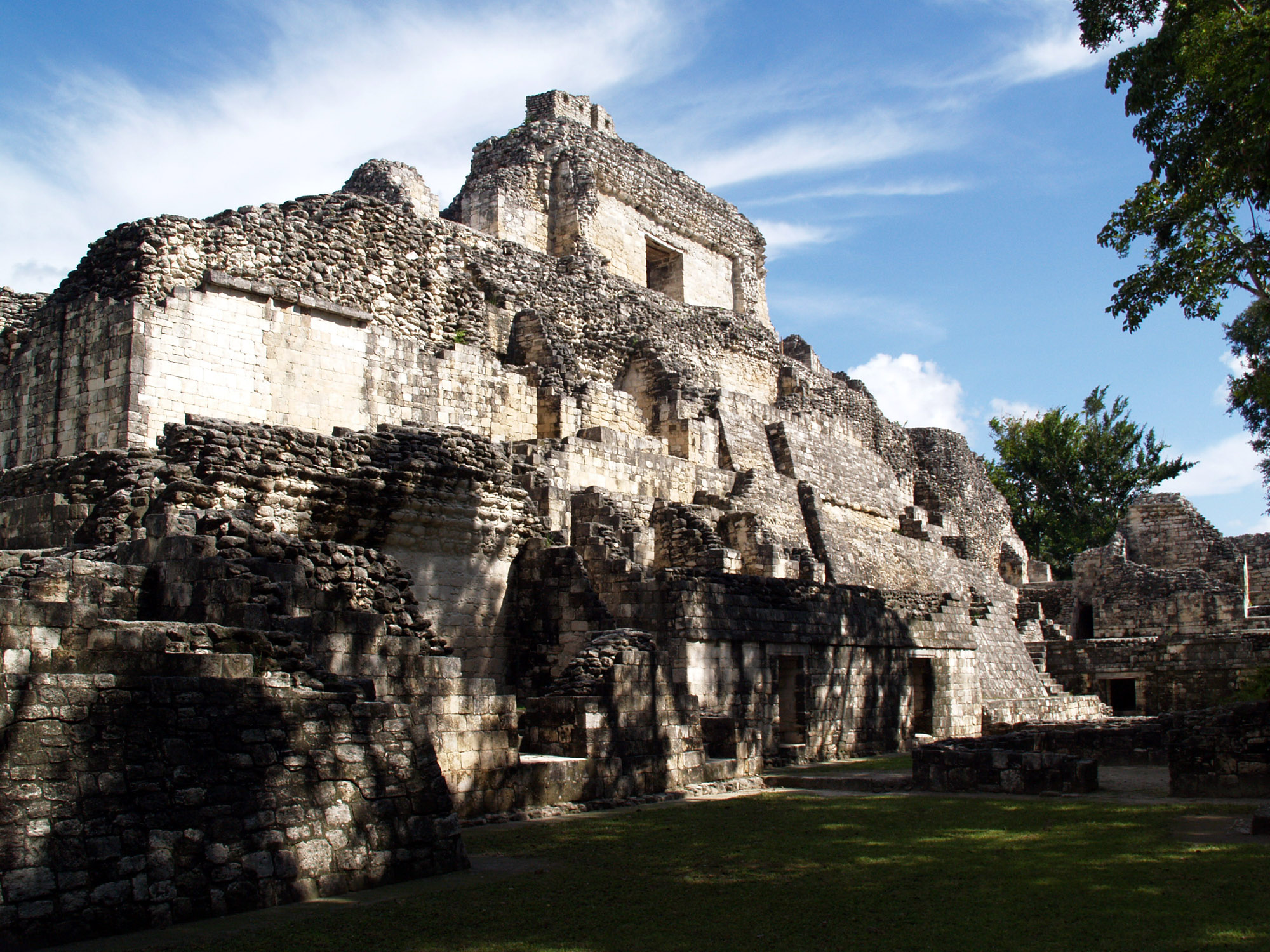
Estructura IV.

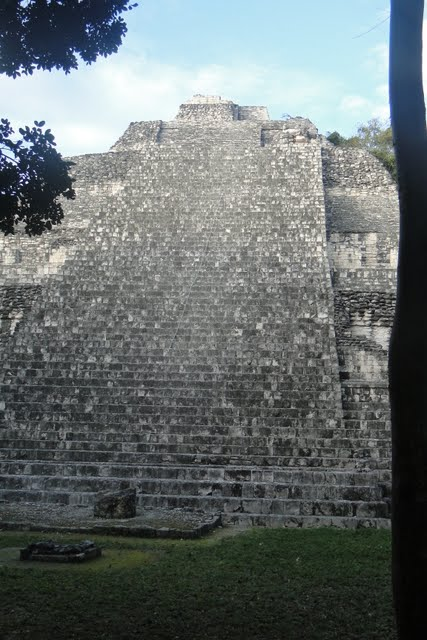
Escada externa, Etructura IX

Becan (em espanhol: Becán) é um sítio arqueológico da civilização maia na Mesoamérica pré-colombiana. Becan está localizada perto do centro da Península de Iucatã, no atual estado mexicano de Campeche, cerca de 150 km ao norte de Tikal. Os sítios Maias de Balamku, Calakmul, Chicanna e Xpuhil estão próximos. O nome Becan foi dado ao sítio por arqueólogos que redescobriram o local, significa "ravina ou cânion formado pela água" em Iucateque, pela característica mais proeminente e incomum do local, sua vala circundante.

## Ocupação
Evidências arqueológicas mostram que Becan foi ocupada no período pré-clássico médio, cerca de 550 a.C., e cresceu para uma grande população e centro cerimonial algumas centenas de anos depois no final do período Pré-clássico. A população e a escala da construção diminuíram no início do período Clássico (c. 250 d.C.), embora ainda fosse um local significativo, e bens comerciais de Teotihuacan fossem encontrados. Uma vala e muralhas foram construídas ao redor do local neste momento. Há uma vala que administra a circunferência da cidade que cobre aproximadamente 25 hectares. Aproximadamente em 500 d.C. a população voltou a aumentar drasticamente e muitos edifícios grandes novos foram construídos, principalmente no estilo Rio Bec da arquitetura Maia. A construção de grandes edifícios e monumentos de elite parou por volta de 830 d.C., embora evidências de cerâmica mostrem que o local continuou ocupado por algum tempo depois, embora a população tenha entrado em declínio e Becan provavelmente foi abandonado por cerca de 1200 d.C..
O sítio foi documentado pela primeira vez na literatura arqueológica em 1934 pelos arqueólogos Karl Ruppert e John Denison em uma expedição à região patrocinada pelo Instituto Carnegie de Washington, que a chamou de Becan após observar a evidente vala ao redor do centro da cidade; o nome antigo do site não é conhecido. De 1969 a 1971, escavações arqueológicas foram feitas em Becan patrocinadas pela Universidade Tulane e pela National Geographic Society.
Em 1984, enquanto conduzia pesquisas no local, um dos "arqueólogos mexicanos mais importantes" , Román Piña Chán, caiu da pirâmide em Becán, ficando paralisado. Em 13 de julho de 2001, em uma homenagem prestada a Piña pelo Museu Nacional de Antropologia, foi anunciado que Lucía Campaña, havia descoberto um túmulo pré-hispânico no nono edifício do local, no dia anterior.

## Descrição do sítio
Ao entrar no sítio existe uma interessante passagem semelhante a um túnel que já foi usada como rua. Nos tempos antigos, havia um arco falso cobrindo o comprimento desta passagem. O arco incluía nichos para oferendas. Da passagem se entra na Plaza Central 
A leste da Plaza Central está  localizada a Estrutura VIII, com uma área central e duas torres de cada lado. A entrada da seção principal tem colunas e uma estela fica no centro alguns dos quartos do edifício são identificados como alojamentos, há outros que se acredita terem sido usados para armazenamento ou cerimônias religiosas.
Ao norte da Plaza Central fica o edifício mais alto de Becan, uma grande pirâmide com cerca de 32 metros de altura. Nomeada Estrutura IX, continha uma câmara funerária. A pirâmide tem uma grande escadaria que leva a um templo no topo.
A oeste da Plaza Central há um edifício chamado Estrutura X que parece um complexo de edifícios, que provavelmente eram as residências da elite. Muitos dos quartos tem dois níveis e existe um templo na parte superior. A fachada deste templo tinha decorações representando o deus criador maia Itzamna, também chamado de Monstro da Terra, cujas ruínas podem ser vistas. No extremo sul da Estrutura X há uma máscara de estuque que ainda da para ver partes com as cores originais, que se acredita serem de um governante ou de uma pessoa notável. Ao lado deste complexo está a Plaza Oeste. Nesta praça podemos ver a quadra de jogo de bola maia que se acredita representar o ciclo recorrente de vida e morte era jogado.
Existem vários edifícios  ao redor da Plaza Leste; destaca-se a Estrutura I, identificada como uma das construções mais antigas do sítio. Esta estrutura tem muitas salas em dois níveis e duas torres de cada lado medindo cerca de 15 metros de altura.As torres tinham aberturas que podem ter sido usadas para observações astronômicas. Nesta praça existia uma estrutura redonda chamada de Altar Circular. Acredita-se que esses tipos de construções estejam ligados a Kukulcán – a divindade serpente emplumada. Nesta praça também encontramos a Estrutura IV, semelhante a um palácio. Acredita-se que os governantes ocuparam certos quartos dessa estrutura. Os bancos dos quartos eram espaços de descanso e podemos ver restos de máscaras decorativas.

## Fortificação
A evidência de fortificação no período pré-clássico tardio em Becan, sem dúvida, reflete a presença de guerra organizada naquela área, e não há razão para duvidar de que a guerra pode ter sido instrumental na consolidação do poder da elite.
A maioria dos arqueólogos acreditava que a guerra em larga escala emergiu apenas nos tempos do Clássico Terminal ou Pós-clássico, marcando uma degeneração de um pico maia clássico pacífico e “teocrático” sob influência malignas dos “mexicas”. Thompson acreditava que vala que circundava a cidade era de fato um fosso, seguindo uma sugestão anterior de Ruppert em seu relatório de 1943,. mas disse que nunca foi concluído porque não poderia conter água. Porque ele acreditava que a guerra séria foi uma aberração tardia, ele declarou que a vala deve ter sido construída no final do período clássico. Pollock, que compartilhava a perspectiva de Thompson, rejeitou firmemente a explicação do fosso e disse que o fosso era apenas um gigantesco poço de entulhos. Armillas, por outro lado, identificou a vala como uma característica defensiva e pensou que uma paliçada de madeira originalmente fortalecia o aterro interno. Ele ignorou a afirmação de Thompson de que a vala nunca foi terminada e insistiu corretamente que “o calcário é muito poroso e o fosso obviamente não pode ter sido preenchido com água”.  Webste e Ball afirmaram que, nenhum desses arqueólogos visitou Becán e inspecionou cuidadosamente a vala, mas algumas de suas sugestões duvidosas se mostraram muito intratáveis, especialmente a presunção de que era uma barreira de água.